# Меделко Павліна Вінсентівна
Павліна Вінсентівна Меделко, псевдоніми Павлінка, криптоніми — М. (біл. Паўліна Вінцэнтаўна МядзЁлка; *12 (24) вересня 1893, Будслав, Вілейський повіт, Вільнюська губернія, тепер Медельський район Мінської області — †13 лютого 1974, Будслав) — білоруська артистка, педагог, мемуаристка.

## Біографія
Закінчила Глибоцьке церковноприходське училище. З 1907 році мешкала в Ризі, навчалася на вечірніх курсах для дорослих. З 1909 року у Вільнюсі займалася у приватній жіночій гімназії Надюрової та Райсмілер. Там зблизилася з вільнюським білоруським та соціалістичним рухами. Восени 1912 року, після закінчення гімназії, відправилася у Петербург на Вищі комерційні курси, які закінчила у 1914 році. У 1913 році виконала роль Павлінки у перербурзькій прем'єрі п'єси Янки Купали.
Під час Першої світової війни перебувала в евакуації в Царицині. З осені 1916 року у Петрограді працювала секретарем Білоруського комітету допомоги жертвам війни. У 1917 році працювала в Києві, у Спілці міст. У жовтні 1917 року за домовленістю з княгинею Магдаленою Радзивіл організувала білоруську школу в селі Жорнівка Ігуменського повіту. Після того як у квітні школа була закрита, Павліна Вінсентівна переїхала до Мінська. Працювала викладачкою, брала участь у постановах Першого товариства білоруської драми та комедії. Відвідувала Вільнюс та Гродно.
З 1918 року друкувала свої вірші. З весни 1919 року працювала інспектором білоруських шкіл, керівником Громади білоруської молоді і драматичного гуртка у Гродно. 20 липня була заарештованою польською владою за участь у видані газети «Рідний край» (Гродно), де, до речі, і друкувалася. З початку 1920 року перебувала у Мінську, керувала жіночою школою. Знову була заарештована зі своїм чоловіком Т. Грибом польською владою у травні 1920 року. Перед наступом Червоної армії була вивезена у Варшаву, сиділа у в'язниці Вронки на Познанщині.
Після звільнення вона була направлена на проживання в Лодзь з забороною переїжджати до «східних околиць». Використавши підроблені документи вона виїхала у Вільнюс, потім, у лютому 1921 року, потрапила в Литву. У Каунасі займалася видавництвом агітаційної літератури, спрямованої проти польської окупації Західної Білорусі. Друкувалася у газеті «Селянська доля».
З осені 1921 року за пропозицією Т. Гартного працювала у видавничому відділі при радянському посольстві у Берліні. У 1922 році переїхала у Латвію, викладала у білоруській гімназії у Двинську ()тепер Даугаупілс. У травні 1924 року була заарештована латиськими органами разом з іншими викладачами. Була виправдана судом у квітні 1925 року.
22 травня 1925 року разом з братом приїхала в БРСР. Працювала в секторі мистецтва Інбілкульту. У 1927—1030 роках викладала білоруську мову у Гороцькій сільськогосподарчій академії. Була заарештована ДПУ БРСР 18 липня 1930 року у справі «Спілки визволення Білорусі»; була вислана у Казань.
З осені 1932 року викладала російську мову і літературу в одній з московських шкіл Влітку 1947 року переїхала в Будслав. До 1958 року працювала викладачкою. В Будславі написала свій найзначніший твір — мемуари «Стежинами життя», які частинами почали друкуватися з 1958 року (окремим виданням вийшли в 1974 році; друга частина була надрукована в 1993). Заслужена діячка культури Білорусі (1966).

## Творі
- Мядзёлка П. В. Сцежкамі жыцця. — Мн .: Лімарыус, 2018. — 610 с. — (Беларуская мемуарная бібліятэка). — 300 экз. — ISBN 978-985-6968-69-6.